# Yūsha Party wo Tsuihou Sareta Beast Tamer, Saikyōshu no Nekomimi Shōjo to Deau
Yūsha Party wo Tsuihou Sareta Beast Tamer, Saikyōshu no Nekomimi Shōjo to Deau (勇者パーティーを追放されたビーストテイマー、最強種の猫耳少女と出会う Yūsha Party wo Tsuihou Sareta Beast Tamer, Saikyōshu no Nekomimi Shōjo to Deau?, lit. El domador de bestias que fue exiliado de su grupo conoce a una chica gato de la raza más fuerte), conocida como The Beast Tamer Who Was Exiled from His Party Meets a Cat Girl From the Strongest Race o Beast Tamer, es una serie de novelas ligeras japonesas escritas por Suzu Miyama e ilustradas por Subachi.
Se ha publicado en línea a través del sitio web de publicación de novelas generado por el usuario Shōsetsuka ni Narō desde junio de 2018. Más tarde fue adquirida por Kodansha, que ha publicado ocho volúmenes desde mayo de 2019 bajo su sello editorial Kodansha Ranobe Books. Una adaptación de manga ilustrada por Moto Shigemura ha sido serializada en Manga UP de Square Enix en su sitio web desde enero de 2019; Se han lanzado seis volúmenes de tankōbon a partir de octubre de 2021. El estreno de una adaptación de la serie de televisión de anime de EMT Squared fue programado para octubre de 2022.

## Sinopsis
Rein es un domador de bestias que fue expulsado del grupo del héroe que lo considera demasiado débil porque solo tiene la capacidad de formar contratos con animales. Mientras busca trabajo, Rein rescata a Kanade, un miembro de la tribu de los gatos que se convierte en su compañero. Al formar un contrato con un miembro de una de las razas más fuertes, Rein obtiene algunos de sus poderes y se vuelve mucho más fuerte. Luego, los dos comienzan su viaje juntos, con Rein entablando amistad y domesticando a otras chicas de diferentes razas que se convierten en poderosas compañeras mientras obtiene nuevas habilidades con cada nuevo contrato formado.

## Personajes
Rein Shroud (レイン・シュラウド Rein Shuraudo?)
 Seiyū: Shōya Chiba, Alberto Bernal (español latino)
El protagonista de la serie. Es un domador de bestias que originalmente no tenía otras habilidades de combate, excepto fuego débil y hechizos de curación, lo que lo lleva a ser expulsado del grupo del héroe. Sin embargo, al conocer a Kanade y hacer un contrato con ella, Rein descubre que también puede obtener otras habilidades de miembros de razas más fuertes, lo que lo hace más fuerte con cada nuevo contrato. Rein también es un hábil estratega, capaz de domar a varios animales a la vez y usar sus habilidades para tener ventaja en el combate. Más tarde, Rein descubre que es un descendiente del héroe original que apareció hace años, razón por la cual sus habilidades superan con creces las de los domadores de bestias normales.
Kanade (カナデ?)
 Seiyū: Azumi Waki, Gina Sánchez (español latino)
Miembro de la Tribu Gato, la más rara de las razas más fuertes, Kanade dejó su ciudad natal en busca de aventuras hasta que Rein la rescata y se convierte en su amiga, aceptando ser su primera compañera. Posee una fuerza y resistencia sobrehumanas, un rasgo que Rein hereda al hacer un contrato con ella.
Tania (タニア?)
 Seiyū: Rumi Okubo, Cynthia Chong (español latino)
Tania, miembro de la raza de los dragones, viaja por el mundo desafiando a otros luchadores hasta que Rein y Kanade la derrotan. Al hacerse amiga de ellos, decide unirse al grupo como la segunda compañera de Rein. Tania posee una habilidad mágica mejorada y el contrato de Rein con ella aumenta el poder de sus hechizos.
Sora (ソラ?) y Luna (ルナ Runa?)
Seiyū: Minami Tanaka (Sora), Maria Sashide (Luna)
Son las hermanas jóvenes gemelas de la raza de las Hadas. Rein y los demás conocieron a Sora por primera vez cuando intentaba rescatar a Luna sola de un monstruo, hasta que la ayudaron. Desde entonces se hicieron cercanos a Rein, se unieron a su grupo y se convirtieron en su tercera y cuarta compañera. Sora es más educada mientras que Luna es más traviesa. Sora puede conjurar ilusiones y su contrato con Rein le da la capacidad de lanzar múltiples hechizos en sucesión, mientras que Luna es capaz de lanzar magia para debilitar a sus oponentes y su contrato con Rein lo hace inmune al efecto de condiciones anormales, incluida la magia de muerte instantánea.
Nina (ニーナ Nīna?)
 Seiyū: Marika Kouno, Natalia Desco (español latino)
Miembro de raza de los dioses, tiene la forma de una niña con rasgos de zorro. Nina fue adorada como una deidad en su tierra natal, hasta que su tierra es invadida por el hijo del alcalde Horizon quien la amenaza con destruir su aldea,por lo que para salvar a esta,se convierte en su esclava, donde le ponen un collar mágico para contenerla. Al hacer un contrato con Nina, Rein la libera del collar y ella se une al grupo conviendose en su quinta compañera. Nina tiene la capacidad de almacenar objetos en un subespacio para su uso posterior y su contrato con Rein le da el poder de materializar objetos específicos con su magia.
Tina Hollee (ティナ・ホーリー Tina Hōrī?)
 Seiyū: Mao Ichimichi
El fantasma de una joven que fue asesinada en una mansión, se hace amiga de Rein y su grupo después de que compran la mansión y se mudan allí. Después de ayudar a Tina a vengarse arrestando a su asesino por el crimen, se convierte en la sexta compañera de Rein, trabajando como sirvienta. Su contrato con Rein le da el poder de manipular la gravedad.
Iris (イリス Irisu?)
Una niña pequeña miembro de la Raza Celestial, considerado el más poderoso de los más fuertes, capaz de lanzar magia divina. Ella odia a los humanos y después de ser liberada de su sello por Arios, está de acuerdo con su súplica de matar a Rein por él. Sin embargo, al conocer a Rein, ella se interesa en él, finalmente haciéndose amiga de él y convirtiéndose en su séptima compañera.
Rifa (リファ Rifa?)
Un miembro de la Raza Oni que puede manipular su sangre para usarla como arma y realizar una poderosa magia de sombras. Ella conoce a Rein y los demás mientras busca ayuda para lidiar con los demonios que atacan su ciudad natal. Después de que su ciudad natal se salva, se convierte en la octava compañera de Rein, su contrato le da el poder de encantar o paralizar a los enemigos con su mirada.
Stella (ステラ Sutera?)
 Seiyū: Rie Takahashi
La vicecapitana de la Orden de los Caballeros. Cuando Rein se enfrenta al alcalde de Horizon, ella le pide ayuda para acabar con los caballeros corruptos y arrestar al alcalde por sus muchos crímenes.
Arios Orlando (アリオス・オーランド Ariosu Orando?)
 Seiyū: Nobunaga Shimazaki
Anteriormente conocido como el Héroe, es uno de los dos principales antagonistas de la serie junto con el actual Rey Demonio. Él es el antiguo héroe que expulsó a su futuro archienemigo, Rein Shroud del Grupo de Héroe debido a su odio hacia él. Después de su primera derrota ante Rein en su duelo, Arios traicionó el legado de su antepasado y violó su estatus de héroe para vengarse de Rein, pero solo para ser derrotado fácilmente por Rein nuevamente. Debido a sus traiciones después de su segunda derrota por Rein, fue arrestado y despojado de su título de héroe por el rey Argus y la princesa Sarya por violación, y también fue completamente señalado como traidor y fue encarcelado por sus acciones, provocando la disolución del Grupo del Héroe debido a sus delirios y traición en su débil intento fallido de matar a Rein. Posteriormente logra escapar y se une al ejército del Rey Demonio, traicionando a sus compañeros.
Leanne (リーン Rin?)
 Seiyū: Atsumi Tanezaki
Fue una maga y miembro del grupo de héroes de Arlos. Era altiva y arrogante y, como los demás, menospreciaba a Rein. Pero aún admitió que la habilidad de Rein para domar a las razas más fuertes es impresionante, ya que se disculpó con él cuando aceptó su derrota en sus manos. Después de que el grupo fuera disuelto cuando Arios fue despojado de su título como héroe, Leanne es convertida en demonio por Mónica, por lo que Rein no tuvo más opción que matarla.
Aggath (アッガス・ノルド Āgasu?)
 Seiyū: Daiki Hamano
Fue un paladín y miembro del grupo de héroes de Arlos. Al darse cuenta de las verdaderas intenciones de Arios después de la muerte de Leanne, Aggath intentó matarlo solo para que un grupo de demonios lo matara bajo las órdenes de Arios.
Mina (ミナ・ルサージュ Mina?)
 Seiyū: Aoi Koga
Fue una santa y miembro del grupo de héroes de Arlos. Mina actúa como una persona sabia y reflexiva, pero pensar que Arios Orlando es el único que puede derrotar al señor de los demonios hace que lo siga sin pensar y lo ayude en el viaje que la llevó a considerar ignorantemente que Rein Shroud es inútil. Ella es muy engreída pensando que sabe y es mejor que los plebeyos incluso después de su primera derrota ante el miembro del grupo de la mano de Rein. Al darse cuenta de la completa traición de Arios y su verdadera naturaleza sucia después de la muerte de Leanne y Aggath, Mina traicionó a Arios y se unió a Rein para su nuevo objetivo que es matar a Arios y salvar a la humanidad, pero es asesinada por unos demonios enviados por Arlos.
Mónica Eclair (モニカ・エクレア Monika Ekurea?)
Es una humana que trabaja para el Rey Demonio en su plan de esclavizar a la humanidad y es responsable de manipular al ex héroe completamente sociópata Arios Orlando para que se una al ejército de los demonios. Ella odia fuertemente a la humanidad a pesar de ser humana debido a que su familia fue traicionada en el pasado. Más tarde se revela que ella es descendiente de la rama familiar del héroe original y, por lo tanto, era una candidata a héroe.

## Media

### Manga
Una adaptación de manga ilustrada por Moto Shigemura comenzó a serializarse en Manga UP! de Square Enix sitio web el 30 de enero de 2019. El primer volumen se publicó el 12 de junio de 2019. Hasta octubre de 2021, se han publicado seis volúmenes.

### Anime
El 10 de junio de 2022 se anunció una adaptación de la serie de televisión de anime. La serie está animada por EMT Squared y dirigida por Atsushi Nigorikawa, con Takashi Aoshima supervisando los guiones de la serie, Shuuhei Yamamoto diseñando los personajes y Yuki Hayashi, Alisa Okehazama y Naoyuki. Se estrenó el 1 de octubre de 2022 en Tokyo MX, ytv, TVA y BS Fuji. El tema de apertura es "Change The World" de MADKID, mientras que el tema de cierre es "LOVE＆MOON" de Marika Kouno. Crunchyroll obtuvo la licencia de la serie fuera de Asia. Muse Communication lo autorizó en el sur y sureste de Asia.
El 21 de septiembre de 2022, Crunchyroll anunció que la serie recibió un doblaje en español latino, la cual se estrenó el 22 de octubre.

##### Lista de episodios
| N.º | Título | Dirigido por                    | Escrito por     | Fecha de emisión original |
| --- | --- | ------------------------------- | --------------- | ------------------------- |
| 1 | «Un encuentro del destino» Transcripción: «Unmei no Deai» (en japonés: 運命の出会い)                                        | Atsushi Nigorikawa              | Takashi Aoshima | 1 de octubre de 2022      |
| Cuando Rain es expulsado del grupo del héroe decide dedicarse a ser aventurero, pero para ello tiene que pasar una prueba impuesta por el gremio. Durante la prueba conocerá a Kanade, un espíritu felino muy poderoso.        | |                                 |                 |                           |
| 2 | «Compañeros» Transcripción: «Nakama» (en japonés: 仲間)                                                                     | Mitsutaka Noshitani             | Takashi Aoshima | 8 de octubre de 2022      |
| Rein regresa junto a Kanade al gremio de aventureros para terminar su registro tras la prueba. Uno de los aventureros reconocerá al espíritu felino e intentará quedarse con ella.                                             | |                                 |                 |                           |
| 3 | «Otra gran especie» Transcripción: «Mō Hitori no Saikyōshu» (en japonés: もう一人の最強種)                                  | Naoya Murakawa                  | Takamitsu Kōno  | 15 de octubre de 2022     |
| Rein y Kanade aceptan un encargo del gremio de aventureros para acabar con un vándalo que está amenazando el puente que une al continente del sur. Cuando llegan allí se encontrarán con otra especie misteriosa.              | |                                 |                 |                           |
| 4 | «Fuerza draconiana» Transcripción: «Ryūzoku no Chikara» (en japonés: 竜族の力)                                              | Zhou Xu                         | Takamitsu Kōno  | 22 de octubre de 2022     |
| Rein les cuenta a Kanade y a Tania aspectos sobre su pasado y cómo aprendió a ser un domador. Ahí descubren el triste pasado que le persigue, lo que hará que se encariñen más con él.                                         | |                                 |                 |                           |
| 5 | «El domador contra el héroe» Transcripción: «Bīsuto Teimā Buiesu Yūsha» (en japonés: ビーストテイマーVS勇者)                | Harume Kosaka                   | Takashi Aoshima | 29 de octubre de 2022     |
| Rein se encuentra con el grupo del héroe, quienes quieren que les ayude a cruzar el bosque perdido. Sin embargo, su forma de pedírselo no es demasiado educada, lo que despierta la ira de Kanade, Tania y del mismísimo Rein. | |                                 |                 |                           |
| 6 | «El bosque perdido» Transcripción: «Mayoi no Mori» (en japonés: 迷いの森)                                                   | Kōki Onoue                      | Takamitsu Kōno  | 5 de noviembre de 2022    |
| Rein, Kanade y Tania acuden al bosque perdido en busca del escudo que necesita el héroe para vencer al rey demonio. Sin embargo, la barrera que protege el bosque es más poderosa de lo que esperaban.                         | |                                 |                 |                           |
| 7 | «El hada cautiva» Transcripción: «Toraware no Seireizoku» (en japonés: 囚われの精霊族)                                      | Yūki Kusakabe                   | Takamitsu Kōno  | 12 de noviembre de 2022   |
| Rein acude junto a Kanade y Tania a rescatar a la hermana de Sora de las garras del caballero oscuro. Allí Rein volverá a demostrar sus asombrosas habilidades.                                                                | |                                 |                 |                           |
| 8 | «A hacer armas» Transcripción: «Buki o Tsukurō» (en japonés: 武器を作ろう)                                                  | Naoya Murakawa                  | Takashi Aoshima | 19 de noviembre de 2022   |
| Es el momento de hacerse con una nueva equipación gracias al dinero obtenido de la misión de Arios. Rein y sus compañeras acuden a la mejor armería del pueblo regentada por un enano.                                         | |                                 |                 |                           |
| 9 | «Domador contra domador» Transcripción: «Bīsuto Teimā Buiesu Bīsuto Teimā» (en japonés: ビーストテイマーVSビーストテイマー) | Zhou Xu                         | Takamitsu Kōno  | 26 de noviembre de 2022   |
| Rein tiene que enfrentarse a otro domador en su última misión. La cosa se complica cuando su rival hace uso de la bestia que ha domado.                                                                                        | |                                 |                 |                           |
| 10 | «Oscuridad en Horizon» Transcripción: «Horaizun no Yami» (en japonés: ホライズンの闇)                                       | Kōki Onoue                      | Takashi Aoshima | 3 de diciembre de 2022    |
| El hijo del señor de Horizon quiere llevarse a Luna y Sora a la fuerza. Cuando Rein descubre que ha secuestrado a más mujeres del pueblo decide plantarle cara.                                                                | |                                 |                 |                           |
| 11 | «Ondas oscuras» Transcripción: «Kuroi Hadō» (en japonés: 黒い波動)                                                          | Yoshihide KuriyamaHarume Kosaka | Takashi Aoshima | 10 de diciembre de 2022   |
| Rein acude junto a la vicecapitana de los caballeros de Horizon a rescatar a los rehenes de la mansión del señor de Horizon. Allí se encontrarán con otra gran especie que está apresada.                                      | |                                 |                 |                           |
| 12 | «Héroe» Transcripción: «Eiyū» (en japonés: 英雄)                                                                            | Naoya Murakawa                  | Takashi Aoshima | 17 de diciembre de 2022   |
| Rein se enfrenta junto a Kanade y compañía al demonio que está amenazando Horizon, pero su desmesurado poder no se lo pondrá nada fácil.                                                                                       | |                                 |                 |                           |
| 13 | «Un hogar para todos» Transcripción: «Minna no Ie» (en japonés: みんなの家)                                                 | Atsushi Nigorikawa              | Takashi Aoshima | 24 de diciembre de 2022   |
| Cuando Nina se une al grupo la habitación de la posada se les queda demasiado pequeña, así que deciden buscar una casa para vivir todos juntos.                                                                                | |                                 |                 |                           |